# Leandro Barrios Rita Dos Martires
Leandro Barrios Rita Dos Martires (Cotia, 6 juni 1986), voetbalnaam Leandrinho, is een Braziliaans voetballer. Sinds 2017 komt hij uit voor Sivasspor.
Leandrinho genoot zijn jeugdopleiding bij Portuguesa São Paulo. In 2005 trok hij naar CS Herediano uit Costa Rica. Na twee seizoenen ruilde hij Herediano in voor SV Zulte Waregem. Hij bevond zich in het seizoen 2007-2008 onder statuut van één jaar. Hij werd door de Vlaamse pay-television op de 21ste speeldag als man van de match bekroond. Tegen RSC Anderlecht raakte hij geblesseerd aan de mediale band.
Leandrinho verliet de club met de jaarwisseling 2008-2009. Hij kreeg bijna geen speelmogelijkheden in de eerste helft van het seizoen. Hij keerde terug naar ex-club CS Herediano. Medio 2009 waagde hij weer zijn kans in Europa, Leandrinho tekende een contract bij het Portugese Paços de Ferreira. Hier kreeg hij echter weinig speelgelegenheid en na een teleurstellend seizoen zocht hij weer de Costa-Ricaanse voetbalvelden op. Deze keer vond hij onderdak bij LD Alajuelense. 
In 2011 trok Leandrinho naar het Midden-Oosten waar hij zich aansloot bij het Iraanse Sanat Mes Kerman. Na een half jaar ruilde hij Kerman in voor de Saoedische voetbalclub Al-Raed. In de zomer van 2012 keerde Leandrinho andermaal terug naar Midden-Amerika waar hij een contract tekende bij het Guatemalteekse CSD Municipal. Na periodes bij Herediano, Atlético San Luis, en Denizlispor tekende hij medio 2017 een contract bij Sivasspor. 
1 Arslan ·
3 Çiftçi ·
5 Albayrak ·
6 Yiğiter ·
7 Paluli ·
8 Charisis ·
9 Manaj ·
10 Pritchard ·
11 Menig ·
12 Moutoussamy ·
13 Nikolić ·
14 Camara ·
17 Başsan ·
21 Gökay ·
23 Okumuş ·
24 Rodrigues ·
26 Radaković ·
27 Sundberg ·
30 Ciğerci ·
35 Vural ·
41 Sanman ·
43 Yurdcu ·
44 Poungouras ·
46 Böke ·
53 Başyiğit ·
55 Koita ·
58 Erdal  ·
66 Kaya ·
80 Bekiroğlu ·
88 Şeker ·
90 Turgunboev ·
Coach: Çalımbay